# 新・日本現代詩文庫
新・日本現代詩文庫（しんにほんげんだいしぶんこ）は、土曜美術社出版販売から出版されている日本の詩人の詩を対象とした叢書である。「文庫」という名称だが、判型は新書判をやや大きくしたサイズである。

## 概要
詩業について高い評価の定着した日本全国の詩人たちの詩業を集大成しており、日本現代詩文庫(第一期、第二期）を継承する文庫として刊行中である。

## 刊行詩集
- 1 『中原道夫詩集』2002年6月、ISBN 4-8120-1332-1
- 2 『坂本明子詩集』2002年10月、ISBN 4-8120-1343-7
- 3 『高橋英司詩集』2002年6月、ISBN 4-8120-1333-X
- 4 『前原正治詩集』202年8月、ISBN 4-8120-1334-8
- 5 『三田洋詩集』2002年6月、ISBN 4-8120-1338-0
- 6 『本多寿詩集』2002年7月、ISBN 4-8120-1339-9
- 7 『小島禄琅詩集』2002年9月、ISBN 4-8120-1340-2
- 8 『新編 菊田守詩集』2002年10月、ISBN 4-8120-1344-5
- 9 『出海溪也詩集』2002年11月、ISBN 4-8120-1345-3
- 10 『柴崎聰詩集』2002年12月、ISBN 4-8120-1363-1
- 11 『相馬大詩集』2003年2月、ISBN 4-8120-1364-X
- 12 『桜井哲夫詩集』2003年1月、ISBN 4-8120-1365-8
- 13 『新編 島田陽子詩集』2002年10月、ISBN 4-8120-1366-6
- 14 『新編 真壁仁詩集』2002年11月、ISBN 4-8120-1337-2
- 15 『南邦和詩集』2003年6月、ISBN 4-8120-1384-4
- 16 『星雅彦詩集』2003年7月、ISBN 4-8120-1389-5
- 17 『井之川巨詩集』2003年4月、ISBN 4-8120-1382-8
- 18 『新々 木島始詩集』2003年9月、ISBN 4-8120-1402-6
- 19 『小川アンナ詩集』2003年12月、ISBN 4-8120-1387-9
- 20 『新編 井口克己詩集』2004年4月、ISBN 4-8120-1431-X
- 21 『新編 滝口雅子詩集』2003年10月、ISBN 4-8120-1398-4
- 22 『谷敬詩集』2003年11月、ISBN 4-8120-1418-2
- 23 『福井久子詩集』2004年3月、ISBN 4-8120-1419-0
- 24 『森ちふく詩集』2004年10月、ISBN 4-8120-1442-5
- 25 『しま・ようこ詩集』2003年12月、ISBN 4-8120-1427-1
- 26 『腰原哲朗詩集』2004年6月、ISBN 4-8120-1450-6
- 27 『金光洋一郎詩集』2004年6月、ISBN 4-8120-1439-5
- 28 『松田幸雄詩集』2004年4月、ISBN 4-8120-1434-4
- 29 『谷口謙詩集』2004年11月、ISBN 4-8120-1448-4
- 30 『和田文雄詩集』2005年6月、ISBN 4-8120-1496-4
- 31 『新編 高田敏子詩集』2005年6月、ISBN 4-8120-1484-0
- 32 『皆木信昭詩集』2005年9月、ISBN 4-8120-1499-9
- 33 『千葉龍詩集』2005年12月、ISBN 4-8120-1536-7
- 34 『新編 佐久間隆史詩集』2005年9月、ISBN 4-8120-1500-6
- 35 『長津功三良詩集』2005年8月、ISBN 4-8120-1510-3
- 36 『鈴木亨詩集』2005年12月、ISBN 4-8120-1511-1
- 37 『埋田昇二詩集』2006年5月、ISBN 4-8120-1542-1
- 38 『川村慶子詩集』2006年7月、ISBN 4-8120-1566-9
- 39 『新編 大井康暢詩集』2006年6月、ISBN 4-8120-1563-4
- 40 『米田栄作詩集』2006年8月、ISBN 4-8120-1568-5
- 41 『池田瑛子詩集』2006年11月、ISBN 4-8120-1562-6
- 42 『遠藤恒吉詩集』2006年10月、ISBN 4-8120-1565-0
- 43 『五喜田正巳詩集』2006年10月、ISBN 4-8120-1574-X
- 44 『森常治詩集』2006年12月、ISBN 4-8120-1583-9
- 45 『和田英子詩集』2006年12月、ISBN 4-8120-1594-4
- 46 『伊勢田史郎詩集』2007年1月、ISBN 978-4-8120-1585-8
- 47 『鈴木満詩集』2006年12月、ISBN 4-8120-1593-6
- 48 『曽根ヨシ詩集』2007年4月、ISBN 978-4-8120-1605-3
- 49 『成田敦詩集』2007年9月、ISBN 978-4-8120-1612-1
- 50 『ワシオ・トシヒコ詩集』2007年9月、ISBN 978-4-8120-1629-9
- 51 『高田太郎詩集』2008年3月、ISBN 978-4-8120-1658-9
- 52 『大塚欽一詩集』2008年7月、ISBN 978-4-8120-1671-8
- 53 『香川紘子詩集』2008年8月、ISBN 978-4-8120-1675-6
- 54 『井元霧彦詩集』2008年10月、ISBN 978-4-8120-1684-8
- 55 『高橋次夫詩集』2008年11月、ISBN 978-4-8120-1708-1
- 56 『上手宰詩集』2008年10月、ISBN 978-4-8120-1689-3
- 57 『網谷厚子詩集』2008年11月、ISBN 978-4-8120-1710-4
- 58 『門田照子詩集』2009年1月、ISBN 978-4-8120-1713-5
- 59 『水野ひかる詩集』2009年4月、ISBN 978-4-8120-1724-1
- 60 『丸本明子詩集』2009年5月、ISBN 978-4-8120-1731-9
- 61 『村永美和子詩集』2009年7月、ISBN 978-4-8120-1741-8
- 62 『藤坂信子詩集』2009年8月、ISBN 978-4-8120-1749-4
- 63 『門林岩雄詩集』2009年7月、ISBN 978-4-8120-1740-1
- 64 『新編 原民喜詩集』2009年8月、ISBN 978-4-8120-1743-2
- 65 『新編 濱口國雄詩集』2009年12月、ISBN 978-4-8120-1790-6
- 66 『日塔聰詩集』2009年7月、ISBN 978-4-8120-1742-5
- 67 『武田弘子詩集』2009年8月、ISBN 978-4-8120-1752-4
- 68 『大石規子詩集』2009年9月、ISBN 978-4-8120-1754-8
- 69 『吉川仁詩集』2009年9月、ISBN 978-4-8120-1767-8
- 70 『尾世川正明詩集』2009年11月、ISBN 978-4-8120-1783-8
- 71 『岡隆夫詩集』2009年10月、ISBN 978-4-8120-1773-9
- 72 『野仲美弥子詩集』2009年12月、ISBN 978-4-8120-1785-2
- 73 『葛西洌詩集』2009年11月、ISBN 978-4-8120-1786-9
- 74 『只松千恵子詩集』2009年12月、ISBN 978-4-8120-1787-6
- 75 『鈴木哲雄詩集』2010年4月、ISBN 978-4-8120-1803-3
- 76 『桜井さざえ詩集』2010年8月、ISBN 978-4-8120-1814-9
- 77 『森野満之詩集』2010年9月、ISBN 978-4-8120-1828-6
- 78 『坂本つや子詩集』2010年10月、ISBN 978-4-8120-1829-3
- 79 『川原よしひさ詩集』2010年10月、ISBN 978-4-8120-1838-5
- 80 『前田新詩集』2010年11月、ISBN 978-4-8120-1857-6
- 81 『石黒忠詩集』2010年10月、ISBN 978-4-8120-1843-9
- 82 『壺阪輝代詩集』2010年11月、ISBN 978-4-8120-1849-1
- 83 『若山紀子詩集』2011年2月、ISBN 978-4-8120-1865-1
- 84 『香山雅代詩集』2011年3月、ISBN 978-4-8120-1867-5
- 85 『古田豊治詩集』2010年12月、ISBN 978-4-8120-1859-0
- 86 『福原恒雄詩集』2011年4月、ISBN 978-4-8120-1877-4
- 87 『黛元男詩集』2011年3月、ISBN 978-4-8120-1871-2
- 88 『山下静男詩集』2011年4月、ISBN 978-4-8120-1878-1
- 89 『赤松徳治詩集』2011年7月、ISBN 978-4-8120-1888-0
- 90 『梶原礼之詩集』2011年9月、ISBN 978-4-8120-1898-9
- 91 『前川幸雄詩集』2011年10月、ISBN 978-4-8120-1911-5
- 92 『なべくらますみ詩集』2011年11月、ISBN 978-4-8120-1913-9
- 93 『津金充詩集』2011年10月、ISBN 978-4-8120-1916-0
- 94 『中村泰三詩集』2011年10月、ISBN 978-4-8120-1923-8
- 95 『和田攻詩集』2011年12月、ISBN 978-4-8120-1936-8
- 96 『藤井雅人詩集』2012年3月、ISBN 978-4-8120-1941-2
- 97 『馬場晴世詩集』2012年6月、ISBN 978-4-8120-1957-3
- 98 『鈴木孝詩集』2012年8月、ISBN 978-4-8120-1958-0
- 99 『久宗睦子詩集』2012年8月、ISBN 978-4-8120-1959-7
- 100 『水野るり子詩集』2012年9月、ISBN 978-4-8120-1960-3
- 101 『岡三沙子詩集』2012年9月、ISBN 978-4-8120-1999-3
- 102 『星野元一詩集』2012年9月、ISBN 978-4-8120-2003-6
- 103 『清水茂詩集』2012年11月、ISBN 978-4-8120-2028-9
- 104 『山本美代子詩集』2013年1月、ISBN 978-4-8120-2031-9
- 105 『武西良和詩集』2012年12月、ISBN 978-4-8120-2029-6
- 106 『竹川弘太郎詩集』2013年1月、ISBN 978-4-8120-2030-2
- 107 『酒井力詩集』2013年5月、ISBN 978-4-8120-2041-8
- 108 『一色真理詩集』2013年5月、ISBN 978-4-8120-2050-0
- 109 『郷原宏詩集』2013年5月、ISBN 978-4-8120-2051-7
- 110 『永井ますみ詩集』2013年5月、ISBN 978-4-8120-2045-6
- 111 『阿部堅磐詩集』2013年5月、ISBN 978-4-8120-2052-4
- 112 『新編 石原武詩集』2013年9月、ISBN 978-4-8120-2089-0
- 113 『長島三芳詩集』2013年10月、ISBN 978-4-8120-2076-0
- 114 『柏木恵美子詩集』2013年8月、ISBN 978-4-8120-2081-4
- 115 『近江正人詩集』2014年1月、ISBN 978-4-8120-2123-1
- 116 『名古きよえ詩集』2014年6月、ISBN 978-4-8120-2144-6
- 117 『新編 石川逸子詩集』2014年8月、ISBN 978-4-8120-2155-2
- 118 『佐藤真里子詩集』2014年7月、ISBN 978-4-8120-2156-9
- 119 『河井洋詩集』2014年9月、ISBN 978-4-8120-2166-8
- 120 『戸井みちお詩集』2014年9月、ISBN 978-4-8120-2169-9
- 121 『金堀則夫詩集』2015年3月、ISBN 978-4-8120-2210-8
- 122 『三好豊一郎詩集』2015年4月、ISBN 978-4-8120-2211-5
- 123 『古屋久昭詩集』2015年8月、ISBN 978-4-8120-2241-2
- 124 『佐藤正子詩集』2015年10月、ISBN 978-4-8120-2233-7
- 125 『川端進詩集』2015年10月、ISBN 978-4-8120-2264-1
- 126 『桜井滋人詩集』2015年12月、ISBN 978-4-8120-2283-2
- 127 『葵生川玲詩集』2016年3月、ISBN 978-4-8120-2292-4
- 128 『今泉協子詩集』2016年5月、ISBN 978-4-8120-2297-9
- 129 『柳内やすこ詩集』2016年5月、ISBN 978-4-8120-2295-5
- 130 『新編 甲田四郎詩集』2016年10月、ISBN 978-4-8120-2343-3
- 131 『大貫喜也詩集』2017年2月、ISBN 978-4-8120-2350-1
- 132 『今井文世詩集』2017年3月、ISBN 978-4-8120-2354-9
- 133 『中山直子詩集』2017年5月、ISBN 978-4-8120-2368-6
- 134 『林嗣夫詩集』2017年4月、ISBN 978-4-8120-2362-4
- 135 『柳生じゅん子詩集』2017年12月、ISBN 978-4-8120-2410-2
- 136 『原圭治詩集』2018年5月、ISBN 978-4-8120-2429-4
- 137 『森田進詩集』2018年7月、ISBN 978-4-8120-2439-3
- 138 『水崎野里子詩集』2018年10月、ISBN 978-4-8120-2461-4
- 139 『比留間美代子詩集』2018年9月、ISBN 978-4-8120-2455-3
- 140 『内藤喜美子詩集』2018年9月、ISBN 978-4-8120-2456-0
- 141 『小林登茂子詩集』2018年12月、ISBN 978-4-8120-2483-6
- 142 『万里小路譲詩集』2019年2月、ISBN 978-4-8120-2490-4
- 143 『稲木信夫詩集』2019年2月、ISBN 978-4-8120-2489-8
- 144 『清水榮一詩集』2019年5月、ISBN 978-4-8120-2509-3
- 145 『細野豊詩集』2019年7月、ISBN 978-4-8120-2513-0
- 146 『川中子義勝詩集』2019年7月、ISBN 978-4-8120-2518-5
- 147 『山岸哲夫詩集』2019年12月、ISBN 978-4-8120-2550-5
- 148 『天野英詩集』2020年3月、ISBN 978-4-8120-2556-7
- 149 『愛敬浩一詩集』2020年4月、ISBN 978-4-8120-2561-1
- 150 『山田清吉詩集』2020年6月、ISBN 978-4-8120-2566-6
- 151 『忍城春宣詩集』2020年8月、ISBN 978-4-8120-2584-0
- 152 『丹野文夫詩集』2020年11月、ISBN 978-4-8120-2607-6
- 153 『関口彰詩集』2021年5月、ISBN 978-4-8120-2617-5
- 154 『清水博司詩集』2021年6月、ISBN 978-4-8120-2638-0
- 155 『室井大和詩集』2021年11月、ISBN 978-4-8120-2662-5
- 156 『山口春樹詩集』2022年2月、ISBN 978-4-8120-2669-4
- 157 『佐川亜紀詩集』2022年3月、ISBN 978-4-8120-2680-9
- 158 『岸本嘉名男詩集』2022年3月、ISBN 978-4-8120-2679-3
- 159 『加藤千香子詩集』2024年12月、ISBN 978-4-8120-2880-3
- 160 『橋爪さち子詩集』2022年7月、ISBN 978-4-8120-2691-5
- 161 『入谷寿一詩集』2022年10月、ISBN 978-4-8120-2715-8
- 162 『重光はるみ詩集』2022年10月、ISBN 978-4-8120-2725-7
- 163 『会田千衣子詩集』2022年12月、ISBN 978-4-8120-2738-7
- 164 『佐藤すぎ子詩集』2023年4月、ISBN 978-4-8120-2760-8
- 165 『佐々木久春詩集』2024年3月、ISBN 978-4-8120-2826-1
- 166 『新編 忍城春宣詩集』2024年9月、ISBN 978-4-8120-2863-6
- 167 『新新 忍城春宣詩集』2024年9月、ISBN 978-4-8120-2864-3
- 168 『中谷順子詩集』2024年6月、ISBN 978-4-8120-2837-7
- 169 『田中佑季詩集』2024年9月、ISBN 978-4-8120-2854-4
- 170 『前田かつみ詩集』2025年2月、ISBN 978-4-8120-2885-8
- 171 『おだじろう詩集』2024年12月、ISBN 978-4-8120-2877-3
- 172 『新編 池田瑛子詩集』2025年4月、ISBN 978-4-8120-2894-0